# Vincent Rivier
Pour les articles homonymes, voir Rivier.
Vincent Rivier né le 17 octobre 1771 et décédé le 26 juillet 1838, a été avocat et maire de Grenoble de 1831 à 1835.

## Biographie
En 1793, il abandonne ses études pour défendre le pays et ses institutions contre les armées de la coalition anti-française. En 1794, il est affecté comme volontaire à l'armée des Alpes sous les ordres de Bonaparte lors des campagnes de 1794, 1795 et 1796. Après la guerre, ne souhaitant pas faire une carrière militaire, il rentre à Grenoble, termine ses études de droit et s'installe à Grenoble comme notaire. Une profession qu'il exercera durant 36 ans avec compétence. Il siège au Conseil de la Ville, puis du Département. Après avoir été adjoint au maire et reconnu pour ses compétences et sa notoriété, il est nommé maire de Grenoble par ordonnance royale du 26 décembre 1831 prenant la suite de Félix Penet.
En mars 1832, lors d'émeutes entre la population et le régiment du 35e de ligne dans la rue du Quai bordant l'Hôtel de Lesdiguières, il intervient énergiquement en faveur de la population contre l'autorité préfectorale afin que ce régiment quitte la ville. Cette même année, débutent les travaux de construction des nouveaux remparts Haxo qui permettront à la ville de doubler sa superficie fortifiée en seulement quatre ans, alors qu'elle n'avait pas changé depuis 1675. Parallèlement, sur la rive droite de l'Isère, se poursuit la construction des remparts et du fort de la Bastille.
Durant son mandat, en 1833, la succursale d'Échirolles, une partie de la commune de Grenoble, devient officiellement une commune indépendante le 25 décembre. Quelques mois plus tard, en avril 1834, Vincent Rivier doit affronter une insurrection républicaine à Grenoble dans le cadre politique de la Monarchie de Juillet.
C'est sous sa municipalité que les pavés ronds des rues de la ville furent remplacés par des pavés plats, facilitant ainsi la circulation à la grande joie de l'écrivain Stendhal qui relatera ce fait dans son livre Mémoire d'un touriste. C'est aussi Vincent Rivier qui fit les travaux de terrassement de la vaste promenade de l'esplanade à l'entrée de la ville en lieu et place d'un terre-plein chaotique.

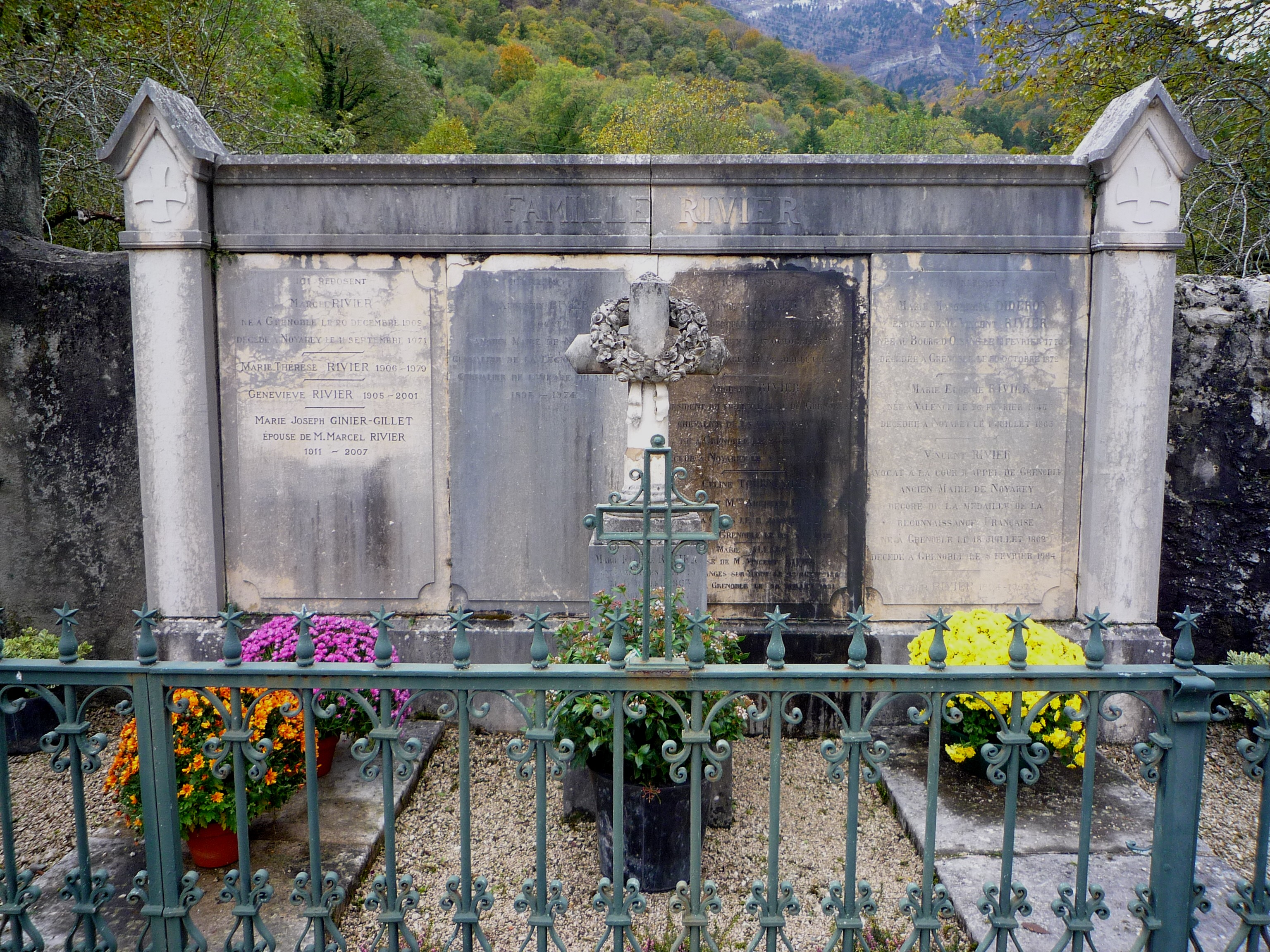
Tombe de Vincent Rivier à Noyarey.

Épuisé par sa fonction de maire dans laquelle il ne ménage pas sa peine pour répondre à toutes les demandes de ses concitoyens, Vincent Rivier laisse la municipalité à Honoré-Hugues Berriat en 1835 se retire de la vie politique en 1836 pour raison de santé, mais conserve son office notarial jusqu'à sa fin. Bien que retiré des affaires publiques, il aide ses concitoyens en s'ocupant d'œuvres de bienfaisance et fait construire à ses frais une école à Noyarey où il avait une propriété familiale.
Quelques jours avant sa mort à l'âge de 66 ans, il pourra voir la première version en pierre et en acier de la passerelle Saint-Laurent mise en service le 6 juillet 1838. 
Décédé d'une attaque d'apoplexie le 26 juillet 1838, Vincent Rivier est inhumé au cimetière de Noyarey.